# Neufchâtel-en-Bourgogne (Adelsgeschlecht)
Die Herren von Neufchâtel-en-Bourgogne (auch: Neuchâtel-en-Bourgogne) stammen aus Neuchâtel-Urtière im französischen Département Doubs in der Region Bourgogne-Franche-Comté. 
Diese Adelsfamilie gehört nicht zur Familie der Grafen von Neuenburg (Neuchâtel) aus der Westschweiz, wenn auch durch Heiraten einige weitläufige verwandtschaftliche Verbindungen bestehen.
Als Ahnherr des Geschlechts wird Richard I. von Montfaucon angesehen. Seit dem 13. Jahrhundert existiert die Herrschaft Neufchâtel. 